# Villa Santa Clotilde
Villa Santa Clotilde es un barrio de la localidad rural de Beruti en el Partido de Trenque Lauquen, provincia de Buenos Aires. Fue diseñado y construido por el Gobierno de Juan Domingo Perón, con el Primer Plan Quinquenal en la primera mitad de la década de 1950.
Es un complejo de 10 casas a dos aguas con techos de tejas, originariamente un "Barrio Obrero" pero con el pasar del tiempo y las reformas de sus habitantes se convirtió en un típico barrio de un pueblito del oeste bonaerence.
El barrio lleva el nombre de la patrona de la localidad Santa Clotilde.